# Heath Pearce
Heath Gregory Pearce, född 13 augusti 1984 i Modesto, Kalifornien, USA, är en amerikansk fotbollsspelare som spelar som försvarare. Han har tidigare spelat för USA:s fotbollslandslag.